# تجهیزات جراحی

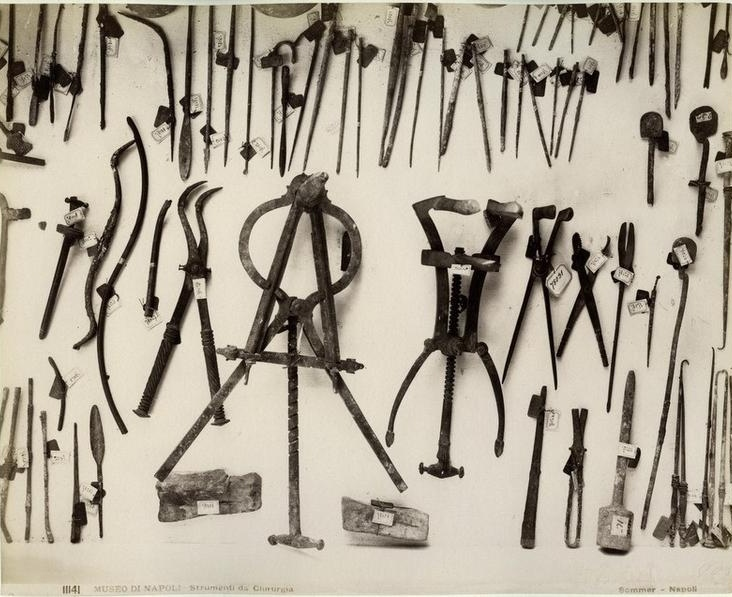
تصویر تاریخی از ابزارهای جراحی یافت شده در پمپئی

تجهیزات جراحی  یا ابزارهای جراحی شامل ابزارهای خاص طراحی شده جهت اقدامی ویژه در طی یک فرآیند مطلوب در طی عمل جراحی (بمانند اصلاح بافتی یا به وجود آوردن شرایطی جهت مشاهده آن) می‌باشند. ابزارهای جراحی جهت استفاده در عمل‌های عمومی و خاص، دسته‌بندی می‌شوند.
- نامگذاری بر روی ابزارهای جراحی بر روش الگویی خاص بمانند شرح عملی که انجام می‌گیرد (مانند اسکالپل و هموستات) یا نام کسی که مخترع آن بوده (نامگذاری کلمپ کوخر  بنام سازنده‌اش امیل تئودور کوخر) یا نام عملی که ابزار در آن مورد استفاده قرار می‌گیرد، انجام می‌شود.[۱]
- با گذشت زمان، انواع مختلفی از ابزارهای جراحی ساخته شده‌اند.

## طبقه بندی
- چنگ زننده‌ها بمانند فورسپس‌ها
- اکارتورها جهت کنار زدن بافت‌ها
- برش مکانیکی(اسکالپل)
- گشاد کننده‌ها و اسپکولوم جهت دسترسی به نقاط تنگ

## نگارخانه

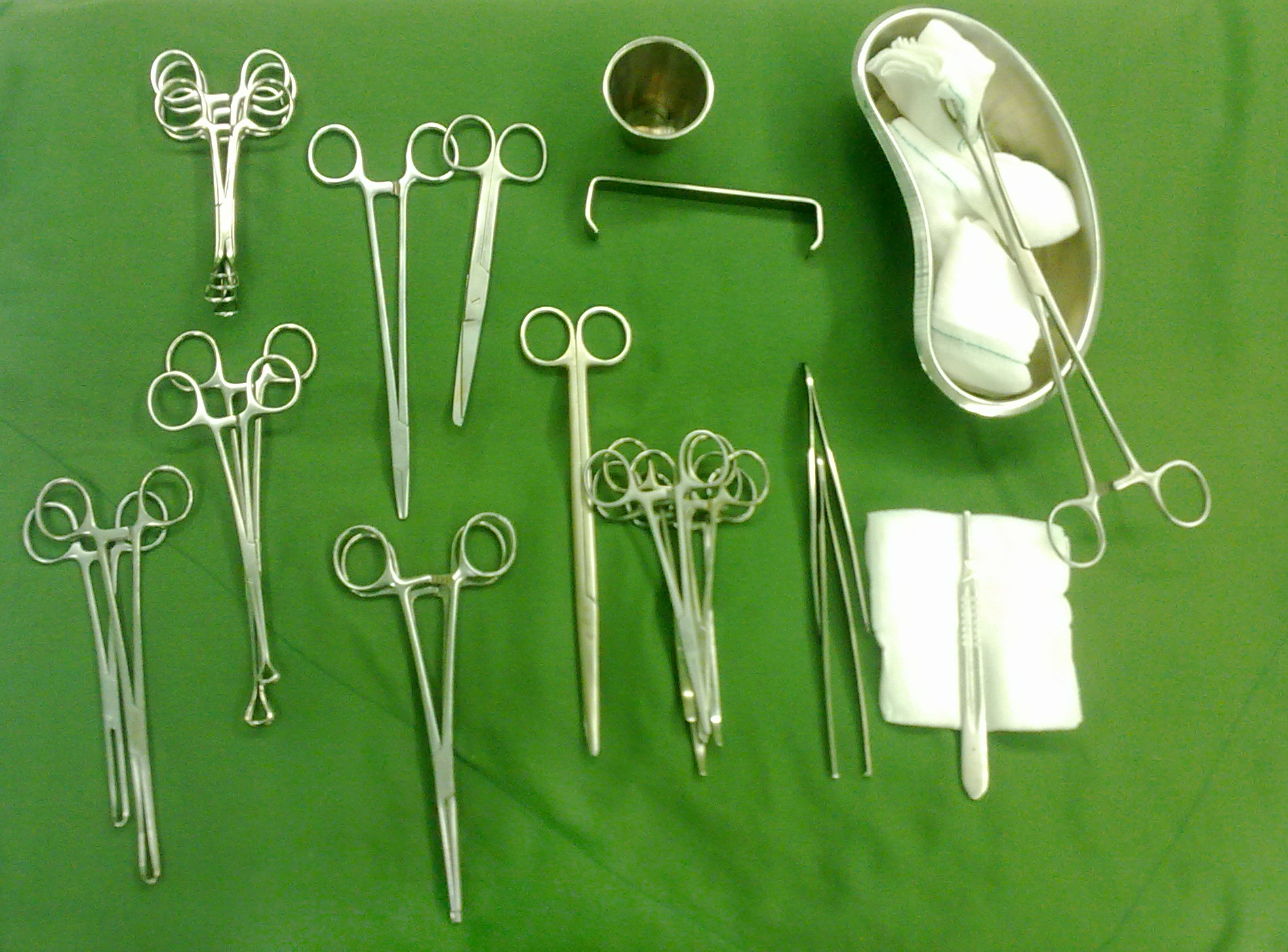
ست جراحی بستن لوله‌های رحمی
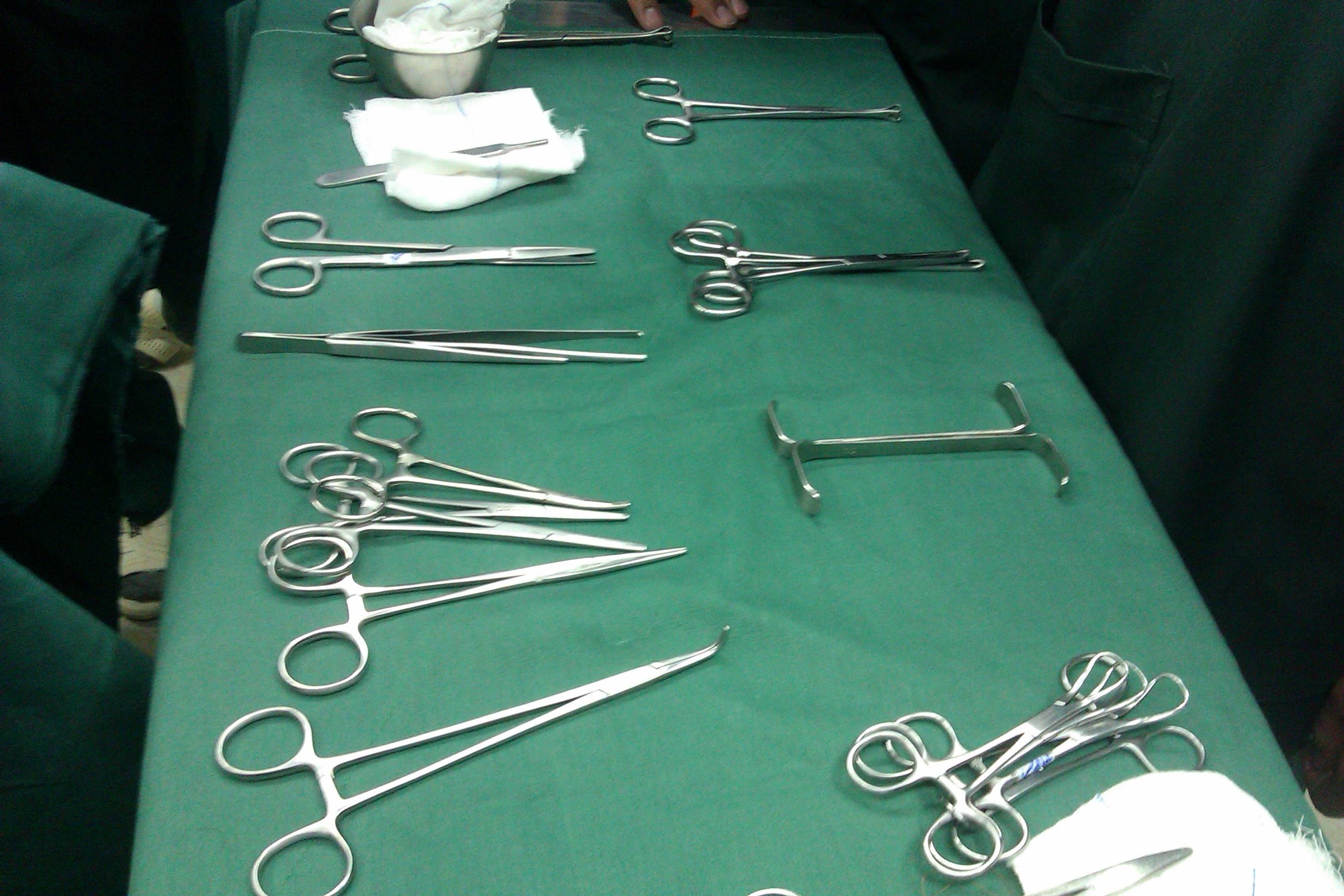
ست جراحی عمومی
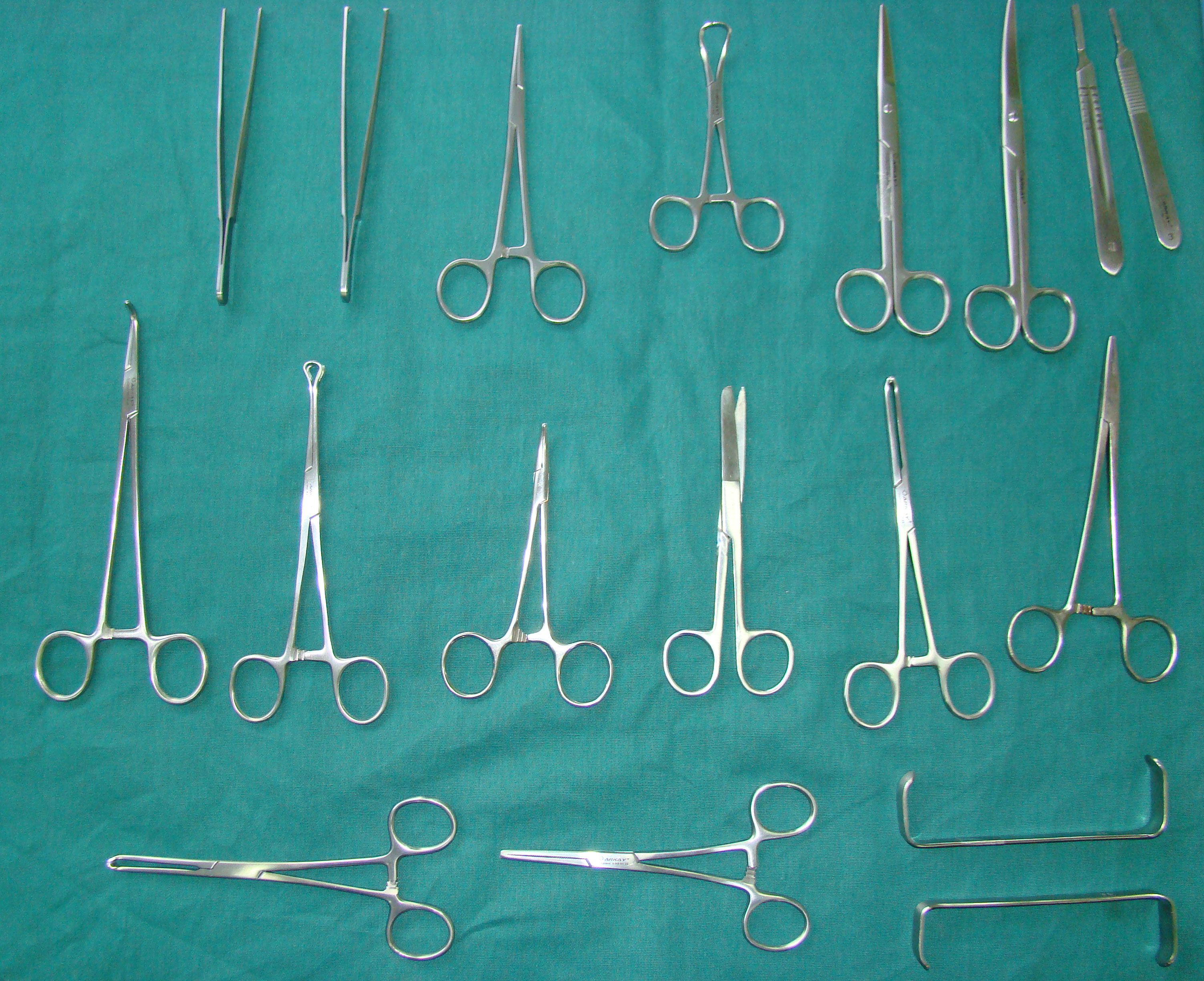
ست جراحی عمومی
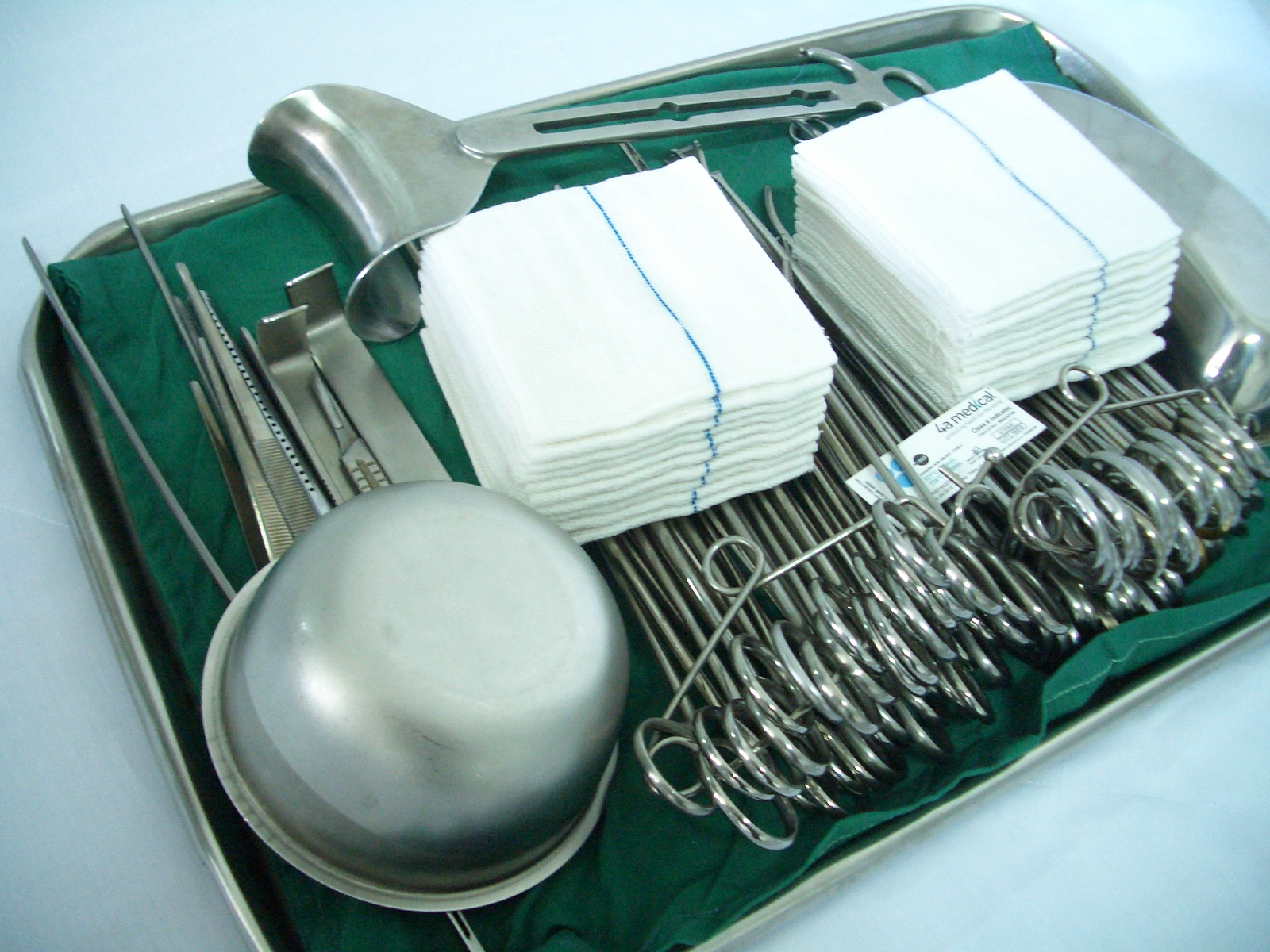
ست جراحی لاپاراتومی